# Treteau
Treteau est une commune française située dans le département de l'Allier, en région Auvergne-Rhône-Alpes.

## Géographie
Jusqu'en mars 2015, Treteau dépendait du canton de Jaligny-sur-Besbre ; à la suite des élections départementales de 2015, elle est désormais rattachée au canton de Moulins-2.
Ses communes limitrophes sont :
| Gouise               | Saint-Voir | Thionne                       |
| Saint-Gérand-de-Vaux | Treteau    | Jaligny-sur-Besbre Chavroches |
| Montoldre Boucé      |            | Cindré                        |

### Climat
Pour des articles plus généraux, voir Climat d'Auvergne-Rhône-Alpes et Climat de l'Allier.
En 2010, le climat de la commune est de type climat océanique dégradé des plaines du Centre et du Nord, selon une étude du CNRS s'appuyant sur une série de données couvrant la période 1971-2000. En 2020, Météo-France publie une typologie des climats de la France métropolitaine dans laquelle la commune est exposée à un climat océanique altéré et est dans la région climatique Centre et contreforts nord du Massif Central, caractérisée par un air sec en été et un bon ensoleillement.
Pour la période 1971-2000, la température annuelle moyenne est de 11,2 °C, avec une amplitude thermique annuelle de 16,6 °C. Le cumul annuel moyen de précipitations est de 766 mm, avec 11 jours de précipitations en janvier et 7,1 jours en juillet. Pour la période 1991-2020, la température moyenne annuelle observée sur la station météorologique de Météo-France la plus proche, sur la commune de Saint-Léon à 13 km à vol d'oiseau, est de 11,7 °C et le cumul annuel moyen de précipitations est de 857,2 mm,. Pour l'avenir, les paramètres climatiques de la commune estimés pour 2050 selon différents scénarios d'émission de gaz à effet de serre sont consultables sur un site dédié publié par Météo-France en novembre 2022.

## Urbanisme

### Typologie
Au 1er janvier 2024, Treteau est catégorisée commune rurale à habitat dispersé, selon la nouvelle grille communale de densité à 7 niveaux définie par l'Insee en 2022.
Elle est située hors unité urbaine. Par ailleurs la commune fait partie de l'aire d'attraction de Moulins, dont elle est une commune de la couronne,. Cette aire, qui regroupe 64 communes, est catégorisée dans les aires de 50 000 à moins de 200 000 habitants,.

### Occupation des sols

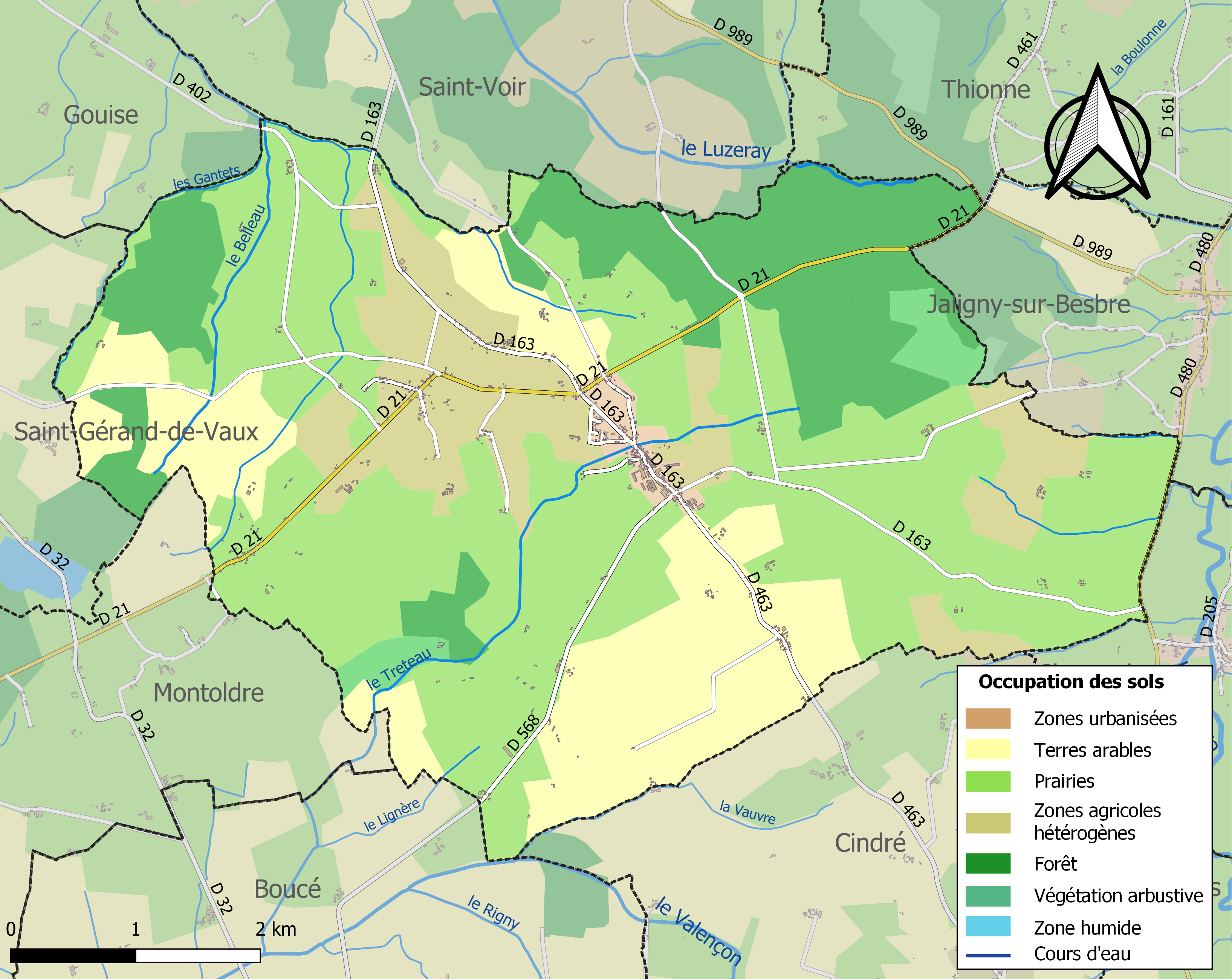
Carte des infrastructures et de l'occupation des sols de la commune en 2018 (CLC).

L'occupation des sols de la commune, telle qu'elle ressort de la base de données européenne d’occupation biophysique des sols Corine Land Cover (CLC), est marquée par l'importance des territoires agricoles (80 % en 2018), en diminution par rapport à 1990 (82,1 %). La répartition détaillée en 2018 est la suivante : 
prairies (47,6 %), terres arables (18,8 %), forêts (16,7 %), zones agricoles hétérogènes (13,7 %), milieux à végétation arbustive et/ou herbacée (1,9 %), zones urbanisées (1,4 %).
L'IGN met par ailleurs à disposition un outil en ligne permettant de comparer l'évolution dans le temps de l'occupation des sols de la commune (ou de territoires à des échelles différentes). Plusieurs époques sont accessibles sous forme de cartes ou photos aériennes : la carte de Cassini (XVIIIe siècle), la carte d'état-major (1820-1866) et la période actuelle (1950 à aujourd'hui).

## Histoire
A l'antiquité, les Romains ont fait passer par la commune la voie romaine dite Voie d'Hadrien, qui relie Clermont-Ferrand à Autun. Une borne leugaire dédiée à l'empereur Aurélien et datée de 273-274 en apporte la preuve. 

## Politique et administration
| Période                                  | Période                   | Identité          | Étiquette | Qualité |
| ---------------------------------------- | ------------------------- | ----------------- | --------- | ------- |
| Les données manquantes sont à compléter. |                           |                   |           |         |
| mars 2001                                | avril 2014                | Huguette Delecray |           |         |
| avril 2014                               | mai 2020                  | Didier Gaudrat    |           | Artisan |
| 24 mai 2020                              | En cours (au 28 mai 2020) | Arnaud Deligeard  |           |         |

## Population et société

### Démographie
L'évolution du nombre d'habitants est connue à travers les recensements de la population effectués dans la commune depuis 1793. Pour les communes de moins de 10 000 habitants, une enquête de recensement portant sur toute la population est réalisée tous les cinq ans, les populations de référence des années intermédiaires étant quant à elles estimées par interpolation ou extrapolation. Pour la commune, le premier recensement exhaustif entrant dans le cadre du nouveau dispositif a été réalisé en 2007.

En 2022, la commune comptait 517 habitants, en évolution de −3,54 % par rapport à 2016 (Allier : −1,38 %, France hors Mayotte : +2,11 %).
| 1793 | 1800 | 1806 | 1821 | 1831 | 1836 | 1841 | 1846 | 1851 |
| ---- | ---- | ---- | ---- | ---- | ---- | ---- | ---- | ---- |
| 713  | 762  | 665  | 683  | 806  | 856  | 896  | 902  | 965  |

| 1856 | 1861  | 1866  | 1872  | 1876  | 1881  | 1886  | 1891  | 1896  |
| ---- | ----- | ----- | ----- | ----- | ----- | ----- | ----- | ----- |
| 970  | 1 036 | 1 106 | 1 126 | 1 124 | 1 114 | 1 161 | 1 151 | 1 114 |

| 1901  | 1906  | 1911  | 1921 | 1926 | 1931 | 1936 | 1946 | 1954 |
| ----- | ----- | ----- | ---- | ---- | ---- | ---- | ---- | ---- |
| 1 106 | 1 110 | 1 080 | 934  | 913  | 886  | 843  | 829  | 791  |

| 1962 | 1968 | 1975 | 1982 | 1990 | 1999 | 2006 | 2007 | 2012 |
| ---- | ---- | ---- | ---- | ---- | ---- | ---- | ---- | ---- |
| 729  | 756  | 655  | 603  | 560  | 514  | 539  | 543  | 564  |

| 2017 | 2022 | - | - | - | - | - | - | - |
| ---- | ---- | - | - | - | - | - | - | - |
| 519  | 517  | - | - | - | - | - | - | - |

## Culture locale et patrimoine

### Lieux et monuments

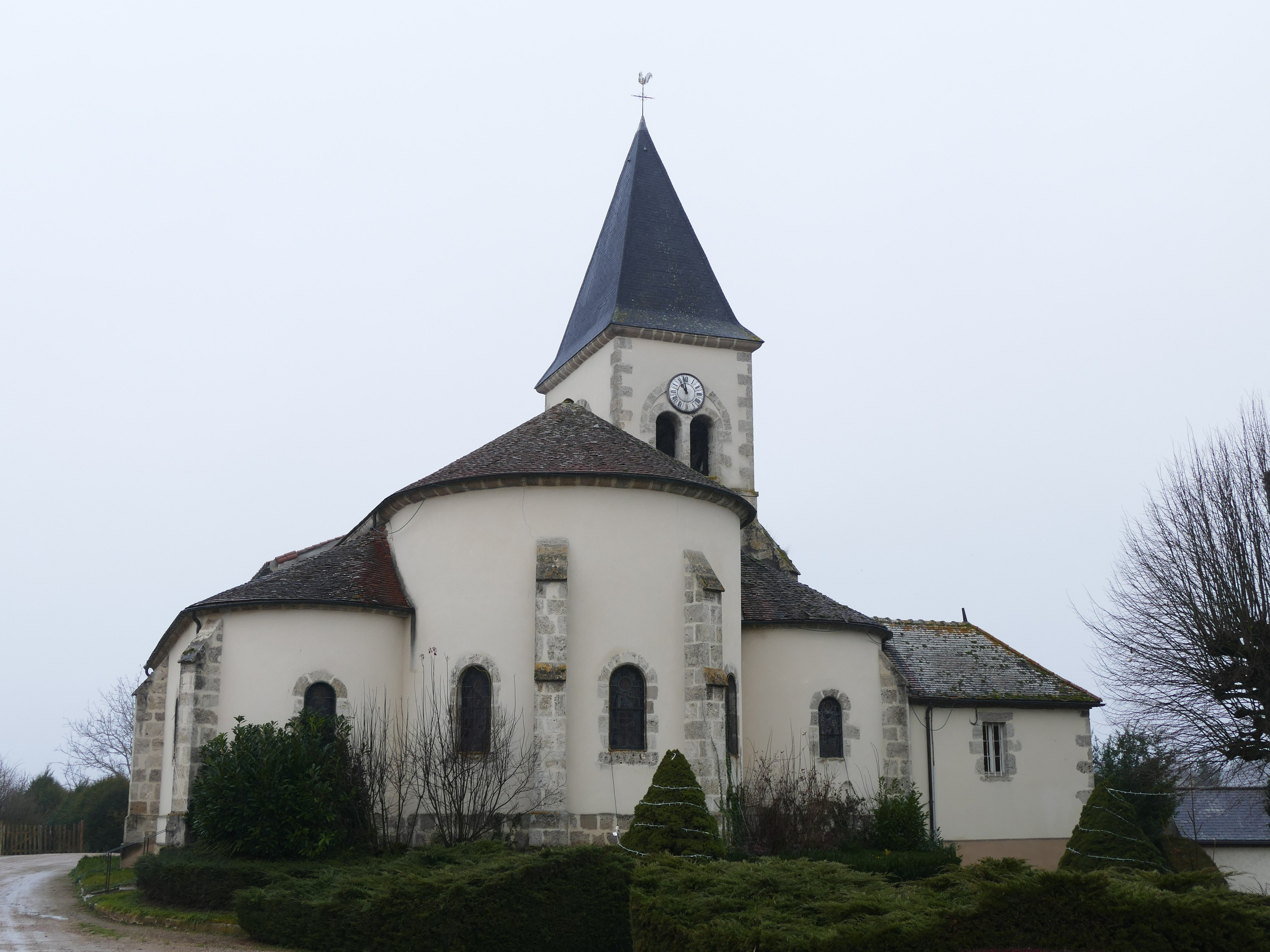
L'église Saint-Maurice.

Une borne leugaire (sur laquelle les distances sont indiquées en lieues gauloises et non en milles romains) gallo-romaine a été trouvée sur la commune. Placée sur le passage de la voie d'Hadrien qui relie Clermont-Ferrand à Autun, elle est dédiée à l'Empereur Aurélien et datée des années 273-274 après J.C.
- Château du Vieux Chambord ou Grand-Chambord du XIVe siècle et remanié au XVIe siècle, situé à 5 km à l'est du bourg. Il se présente sous la forme d'un logis rectangulaire auquel est accolée d'un côté une tour munie d'une échauguette d'angle sur console, et à l'autre extrémité, d'un « donjon » carré couronné aux angles d'échauguettes sur console et de petites bretèches, deux par côté, en remplacement de mâchicoulis[21].
- Église Saint-Maurice.